# Rimula mexicana
Rimula mexicana är en snäckart som beskrevs av S. S. Berry. 1969. Rimula mexicana ingår i släktet Rimula och familjen nyckelhålssnäckor. Inga underarter finns listade i Catalogue of Life.